# 国鉄DD91形ディーゼル機関車
DD91形ディーゼル機関車（DD91がたディーゼルきかんしゃ）は、かつて日本国有鉄道（国鉄）が試用した液体式ディーゼル機関車である。

## 製造の背景
国鉄がディーゼル機関車の開発を模索していたころ、日本国内の車両メーカーは国鉄および日本国外への売り込みをはかるべく、独自の機関車を設計・試作した。これらの機関車は、合計9形式が国鉄に借り入れられ、40番台、のちに90番台の形式を与えられて試用された。一部の形式は国鉄が正式に購入した。それらの試作機関車のうち、本線用として製造されたのが、本形式である。

## 構造
エンジンは西ドイツ（当時）から輸入されたマイバッハ (Maybach) 社製のMD870形（DOHC 6バルブ/ヘッド V型16気筒 1,820馬力/1,500rpm）である。このエンジンは当時のスペイン国鉄 (RENFE) 向け340形本線用液体式ディーゼル機関車に搭載されていたものと同系であり、ほぼ同時期にイギリス国鉄もクラス35 液体式ディーゼル機関車用として同系機関を採用するなど、各国に輸出されたベストセラーモデルの一つであった。
動力伝達方式は液体式を採用した。液体変速機は同じく西ドイツのメキドロ製でK184U形と称した。この液体変速機は機関の出力を1つのコンバータを介して爪クラッチ、そして常時噛合式の全4段のギヤへと伝えるもので、直結段を持たず切り替え時の衝撃吸収機構を搭載するなど、自動車の4速オートマチックトランスミッションに近い、極めて複雑な構造であり、DD51形などが採用した3つの液体式変速機を速度に応じて切り替える充排油式とは大きく異なったシステムであった。他にも多数の西ドイツ製部品を使用している。この他、旅客列車牽引時の客車暖房用の蒸気発生装置 (SG) を搭載する。
車体は箱形で非貫通構造。車体中央に軸重軽減のために1軸付随台車がある。
これらの構造は、のちのDD54形に引き継がれた。DD54形では、エンジンや液体変速機をはじめ、ほとんどの部品をライセンスを受けたメーカーが日本国内で製造した。
1. ↑  西ドイツ国鉄V200形（マイバッハ製V型12気筒エンジンを搭載）をベースにMD870の2,000馬力モデルを2基搭載した、強力機であった。
2. ↑  こちらは1,700馬力のモデルが採用されていた。

## 製造
1962年（昭和37年）に新三菱重工業で製造され、6月に国鉄が借り入れる契約を交わした。

## 運用
福知山機関区に配置され、山陰本線と福知山線の旅客列車に使用された。1965年（昭和40年）返却。

## 主要諸元
- 全長：16.0m
- 全幅：
- 全高：
- 運転整備重量：70t
- 機関：マイバッハ製MD870形ディーゼル機関1基
- 軸配置：B-1-B
- 出力：1,820ps/1,500rpm
- 動力伝達方式：液体式
- 最大運転速度：95km/h